# Grenki postavnež
Grenki postavnež ali grenki goban (znanstveno ime Caloboletus radicans) je neužitna gliva iz rodu postavnežov (Caloboletus).

## Značilnosti
Grenki postavnež ima enakomerno izbočen klobuk z zelo debelim mesom, ki je sprva svetlo rjave, pri starejših primerkih pa usnjeno rjave barve. Klobuk gobe doseže premer do 15 cm in zanj je značilno, da kožica klobuka prerašča njegov rob.
Spodnja stran klobuka je citronasto rumene barve. Gosto posejane, ozke cevke na pritisk pomodrijo.
Meso gobe je rumenkasto belo in grenkega okusa, na prerezanih mestih pa pomodri. Bet je čvrst, kratek in debelo trebušast, redkeje tudi kijasto oblikovan. Barva beta je rumena, pri vrhu pa ima gost mrežast vzorec, na dnu pa koničast koreninast privesek.

### Podobne vrste
- preprosti turkovec (Hemileccinum impolitum) ni grenkega okusa, bet je vitkejši in brez mrežastega vzorca
- leponogi postavnež (Caloboletus calopus) ima rdeč bet
- svinjski lupljivec (Suillellus luridus) ravno tako močno pomodri, a ima oranžno trosovnico, mrežica na betu je močnejše izražena
- rumeni maslenec (Butyriboletus appendiculatus) je prijetnega okusa in vonja

### Mikroskopske značilnosti
Trosni prah je olivno rjav. Trosi so podolgovato mandljaste oblike in merijo 10−16 × 4–6 µm.

## Razširjenost in življenjski prostor
Grenki postavnež raste pod hrasti in bukvami na apnenčastih tleh. Pogosto ga najdemo v bližini vražjega rubinovca (Rubroboletus satanas).

## Uporabnost
Goba je neužitna zaradi svoje močne grenkobe.
Študija Katharine M. Schenk-Jaeger in sodelavcev leta 2012 o zastrupitvah z gobami v Švici je pokazala, da grenki postavnež pri tistih, ki so ga zaužili, povzročil hude prebavne simptome, vključno s ponavljajočim se bruhanjem in krvavo drisko.

## Galerija slik
- Ilustracija
- Trosovnica in bet
- Značilna pomodritev ob prerezu